# ニュースポーツ
ニュースポーツ（new sports）は、20世紀後半以降に新しく考案・紹介されたスポーツ群をいう。1979年に最初に用いられた和製英語で、その数は数十種類におよぶ。軽スポーツ、やわらかいスポーツ、レクリエーションスポーツとも呼ばれる。
一般に、勝敗にこだわらずレクリエーションの一環として気軽に楽しむことを主眼とした身体運動を指す。具体的には、ハンググライダーのように、イノベーションによって新しい技術が生まれ、新素材が入手しやすくなったことから誕生したものや、セパタクローのように世界のある地域では伝統的な民族スポーツとして親しまれてきたものが新たに採り入れられたもの、ゴルフをアレンジしたグラウンドゴルフのように、既存のスポーツをプレーヤーの年齢・体力・運動技術・プレー環境などに応じて改変したものなどが含まれる。このほか、ヨーガや座禅、気功のように霊的な精神世界とのつながりを意識した運動を含める意見や、アダプテッドスポーツとして障害者スポーツを含めるものもある。上記のように、いずれの場合でも幅広い層の参加が可能なものが多く、けっして高齢者向けのみではない点に注意が必要である。

## ニュースポーツの一覧
- アルティメット
- インディアカ
- インラインホッケー
- オセロボール
- オーバール
- カバディ
- カローリング
- キンボール
- グラウンドゴルフ
- クリング
- ゲートボール
- ゴムキャスチング
- サークルラグビーボール
- シャフルボード
- スナッグゴルフ
- スノーホッケー
- スピードミントン
- スピードボール
- スポーツゴムキャスチング
- スポーツ吹矢
- スポーツチャンバラ
- スラックライン
- ソフトバレーボール
- タスポニー
- ダーツ
- タムビーチ
- タンブレリ
- タンブレロ
- ティーボール
- ディスクゴルフ
- フリースタイルヌンチャク
- ノルディックウォーキング
- バトポン
- ピックルボール
- 吹矢レクリエーション
- フットゴルフ
- フリーラインスケート
- ブローライフル
- フーバ
- ヘディス
- ペタンク
- ボッチャ
- まくら投げ
- マレットゴルフ
- ミニテニス
- ゴム銃メンコ射撃
- モルック
- ユニカール
- ユニホック
- ラート
- ラダーゲッター